# Thijs Berman
Thijs Berman (Coevorden, 26 september 1957) is een Nederlands voormalig politicus en journalist. Hij is lid van de Partij van de Arbeid en maakte tussen 2004 en 2014 deel uit van het Europees Parlement.

## Opleiding en loopbaan
Thijs Berman groeide op in Groningen. Na de middelbareschoolopleiding aan het Praedinius Gymnasium in Groningen volgde hij aanvankelijk de dramaopleiding aan de Toneelacademie Maastricht. In 1983 besloot hij om psychologie te gaan studeren.
Hij was werkzaam als correspondent in Parijs voor diverse weekbladen en radioprogramma's. Ook was hij enige tijd als journalist werkzaam in Moskou. Berman publiceerde onder meer in de weekbladen Elsevier en De Groene Amsterdammer, maakte radio- en televisiedocumentaires voor de IKON en werkte mee aan het Radio 1 Journaal.
Bij de Europese Parlementsverkiezingen 2004 werd hij gekozen in het Europees Parlement. Hij was hij lid van de commissie ontwikkelingssamenwerking en van de commissie mensenrechten. Daarnaast was hij vervangend lid van de commissie begrotingscontrole en van de commissie economische en monetaire zaken. Tevens was hij voorzitter van de delegatie voor de betrekkingen met Afghanistan. Als leider van een fact-finding-missie naar Noordoost-Polen verzette hij zich in 2007 met succes tegen de voorgenomen bouw van een snelweg, de Via Baltica, door het unieke natuurgebied de Rospuda vallei. Van 2004 tot 2007 was hij lid van de parlementaire delegatie EU-Oekraïne. In die laatste hoedanigheid kapittelde hij in januari 2006 via een open brief de Russische president Vladimir Poetin, wegens het besluit de aanvoer van gas naar Oekraïne af te sluiten. Tevens was hij in november 2004 waarnemer bij de presidentsverkiezingen in Oekraïne.
In november 2005 bracht hij samen met CDA-Europarlementariër Albert Jan Maat een voorstel in om vaccinatie van (pluim)vee toe te staan, als alternatief voor de ophokplicht die bijvoorbeeld wordt ingesteld tijdens een periode van vogelpest. Als rapporteur over dierenwelzijn heeft Berman in de commissie landbouw, waarvan hij tussen 2004 en 2007 lid was, gepleit voor betere omstandigheden voor vleeskuikens (2006). Dat rapport is met grote meerderheid aangenomen in het Europees parlement maar werd door de landbouwministers van tafel geveegd. De landbouwcommissie had zolang het Verdrag van Nice nog gold slechts adviesrecht.
In december 2008 werd Berman door de leden van zijn partij gekozen tot lijsttrekker van de PvdA bij de Europese Parlementsverkiezingen 2009. Hij versloeg Jacques Monasch, Hannah Belliot en Kris Douma.
Als parlementariër is Berman vooral actief geweest in EU-beleid inzake ontwikkelingssamenwerking. Hij was rapporteur over de Europese wetgeving op dat gebied voor 2014-2020.
In 2009 leidde Berman de afronding van de EU waarnemingsmissie bij de presidentsverkiezingen in Afghanistan, als opvolger van de Franse generaal Philippe Morillon. Daarna leidde hij EU waarnemingsmissies in Ethiopië (2010) en Senegal (2012), om in maart 2014 opnieuw benoemd te worden als hoofd van de EU-waarnemingsmissie bij de presidentsverkiezingen in Afghanistan. Vanwege omvangrijke fraude uitte Berman in Kabul harde kritiek op het verloop van deze verkiezingen, hetgeen leidde tot het hertellen van de resultaten. Na de audit volgde een vreedzame machtsdeling tussen de twee rivalen Ashraf Ghani en Abdullah Abdullah, waarbij de eerste de president werd en de tweede de regeringsleider.
Begin 2014 werd Berman ervan beschuldigd dat hij, door aan te geven dat hij in Parijs woonde terwijl hij feitelijk in Brussel verbleef, een te hoge onkostenvergoeding zou hebben ontvangen. In overleg met de PvdA-partijleiding zag hij af van juridische stappen.
Berman verliet het Europees parlement in 2014 en werd onafhankelijk consultant over publiek bestuur en democratie-opbouw. In 2015 en 2016 leidde hij een EU-project in de Centraal-Afrikaanse Republiek (CAR) ter ondersteuning van de organisatie van een referendum over een nieuwe grondwet, en van de presidents- en parlements-verkiezingen. Tijdens onlusten begin oktober 2015 werd hij met zijn team door Franse troepen en de VN korte tijd geëvacueerd uit Bangui. De verkiezingen leidden, ondanks aanzienlijke logistieke problemen in het door een zware crisis geplaagde land, uiteindelijk tot algemeen geaccepteerde uitslagen.
Sinds september 2016 werkt Berman in Wenen (Oostenrijk) als hoofdadviseur bij de OVSE Vertegenwoordiger voor Vrijheid van de Media.

## Persoonlijk
Zijn grootvader aan moeders kant is Marinus van der Goes van Naters, de eerste fractievoorzitter van de PvdA in de Tweede Kamer. Berman heeft twee zonen.

## Publicaties
- Op zoek naar George Fles, het einde van een Hollandse revolutionair in de Sovjet-Unie. Van Gennep, 1993.